# Marian Narkowicz

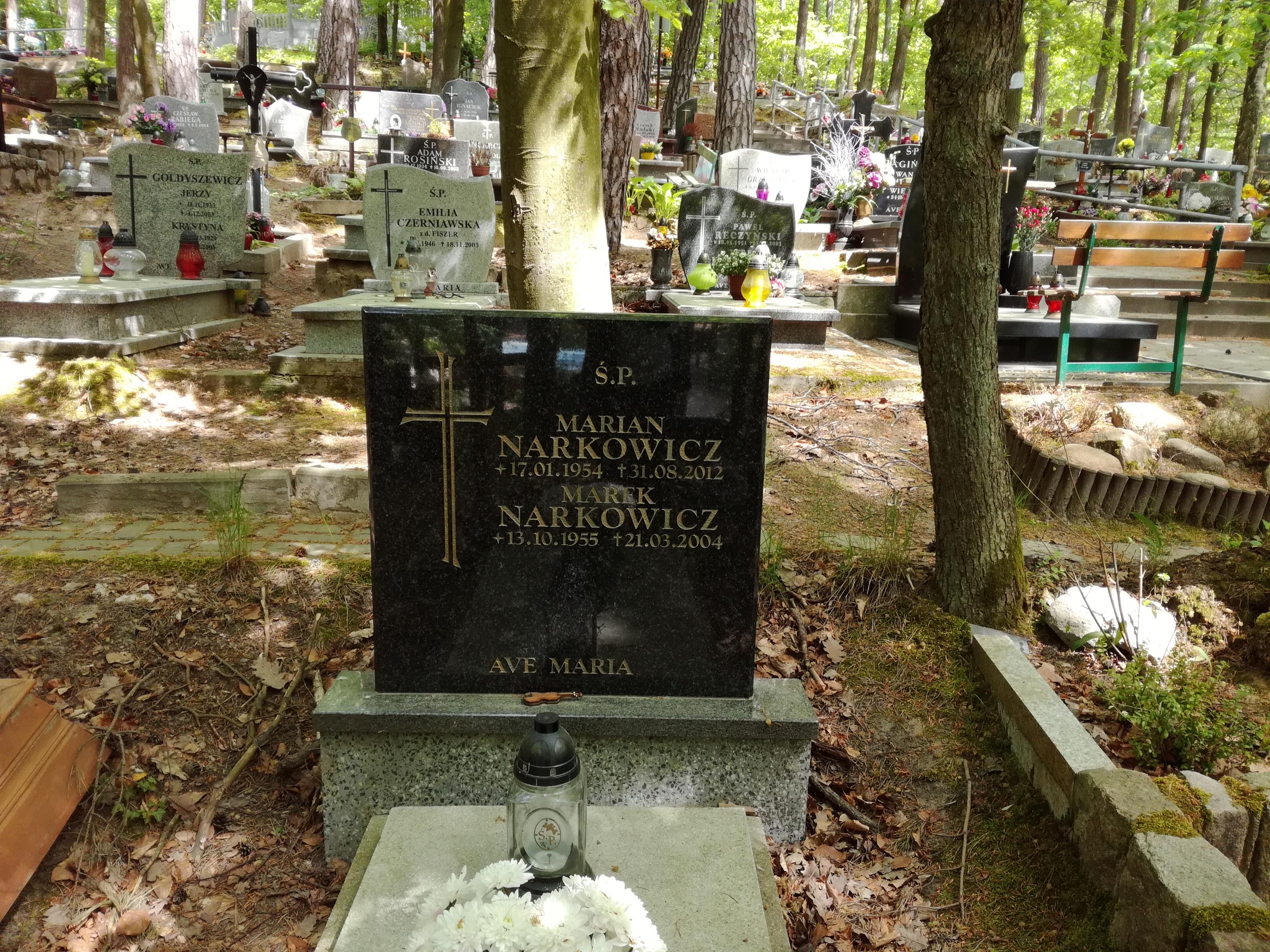
Grób Mariana Narkowicza na cmentarzu komunalnym w Sopocie

Marian Narkowicz (ur. 17 stycznia 1954, zm. 31 sierpnia 2012 w Gdańsku) – polski muzyk multiinstrumentalista, kompozytor i aranżer, współzałożyciel grup rockowych Cytrus i Korba.
Zmarł w szpitalu na gdańskiej Zaspie. Został pochowany 5 września 2012 na cmentarzu komunalnym w Sopocie (kwatera N10-9-2).

## Dyskografia
źródło:.
Cytrus
- Kurza twarz (2006, Metal Mind Productions, CD)
- Tęsknica (2007, Metal Mind Productions, CD)
- Trzecia łza od słońca (2018, GAD Records, CD)
- Raj utracony (2020, GAD Records, CD)
- Bonzo. Live 1980–85 (2022, GAD Records, CD)

Korba
- Motywacje (1987, Polskie Nagrania „Muza”, LP, MC)
- Sto papierów (1989, Polskie Nagrania Muza, LP, MC)
- Biały rower (2006, Metal Mind Productions, CD)